# HMS Quantock (L58)
HMS Quantock (L58) là một tàu khu trục hộ tống lớp Hunt Kiểu I của Hải quân Hoàng gia Anh Quốc được hạ thủy năm 1940 và đưa ra phục vụ vào năm 1941. Nó đã hoạt động cho đến hết Chiến tranh Thế giới thứ hai, xuất biên chế năm 1946, rồi được bán cho Ecuador năm 1954 và tiếp tục phục vụ như là chiếc Presidente Alfaro (DD1) cho đến khi bị tháo dỡ năm 1978.

## Thiết kế và chế tạo
Quantock được đặt hàng cho hãng Scotts Shipbuilding and Engineering Company tại Greenock, Scotland trong Chương trình Chế tạo 1939 và được đặt lườn vào ngày 26 tháng 7 năm 1939. Nó được hạ thủy vào ngày 22 tháng 4 năm 1940 và nhập biên chế vào ngày 6 tháng 2 năm 1941. Con tàu được cộng đồng dân cư Ashton-under-Lyne tại Lancashire đỡ đầu trong khuôn khổ cuộc vận động gây quỹ Tuần lễ Tàu chiến năm 1942.

## Lịch sử hoạt động

### Hải quân Hoàng gia Anh
Quantock đã hoạt động tại Bắc Hải, Đại Tây Dương và Địa Trung Hải trong chiến tranh.
Sau chiến tranh, Quantock phục vụ như một tàu mục tiêu huấn luyện không kích, trước khi được đưa về Hạm đội Dự bị, và ở trong thành phần này cho đến năm 1954, khi nó cùng với tàu khu trục chị em Meynell (L82) được bán cho Ecuador.

### Phục vụ cùng Hải quân Ecuador
Trước khi được chuyển giao, chiếc tàu khu trục được tái trang bị tại Xưởng tàu của hãng J. Samuel White and Co., tại Isle of Wight; công việc hoàn tất vào năm 1955. Nó nhập biên chế cùng Hải quân Ecuador như là chiếc Presidente Alfaro vào tháng 8 năm 1955, khi được chuyển giao cho Ecuador tại Xưởng tàu Portsmouth. Con tàu đã phục vụ cho đến năm 1978, khi nó được rút khỏi hoạt động thường trực và bị bán để tháo dỡ.